# 西藏百万农奴解放纪念馆
西藏百万农奴解放纪念馆（英語：Memorial Hall Marking the Emancipation of More Than One Million Serfs）是一个位于西藏自治区拉萨市的博物馆，是中国首个废奴运动主题纪念馆。

## 历史
2018年11月5日开工建设，2019年3月28日建成开放，位于拉萨市城关区民族南路2号西藏博物馆旧馆，是西藏博物馆的常设馆，毗邻西藏自然科学博物馆。2009年1月正式设立每年3月28日是西藏百万农奴解放纪念日，纪念馆占地面积2,700平方米，展览面积约3,500平方米，有六个展厅。

## 营业时间
- 周二至周日：上午十点至下午四点半